# ボストン・オペラ・ハウス (ハンティントン・アベニュー)

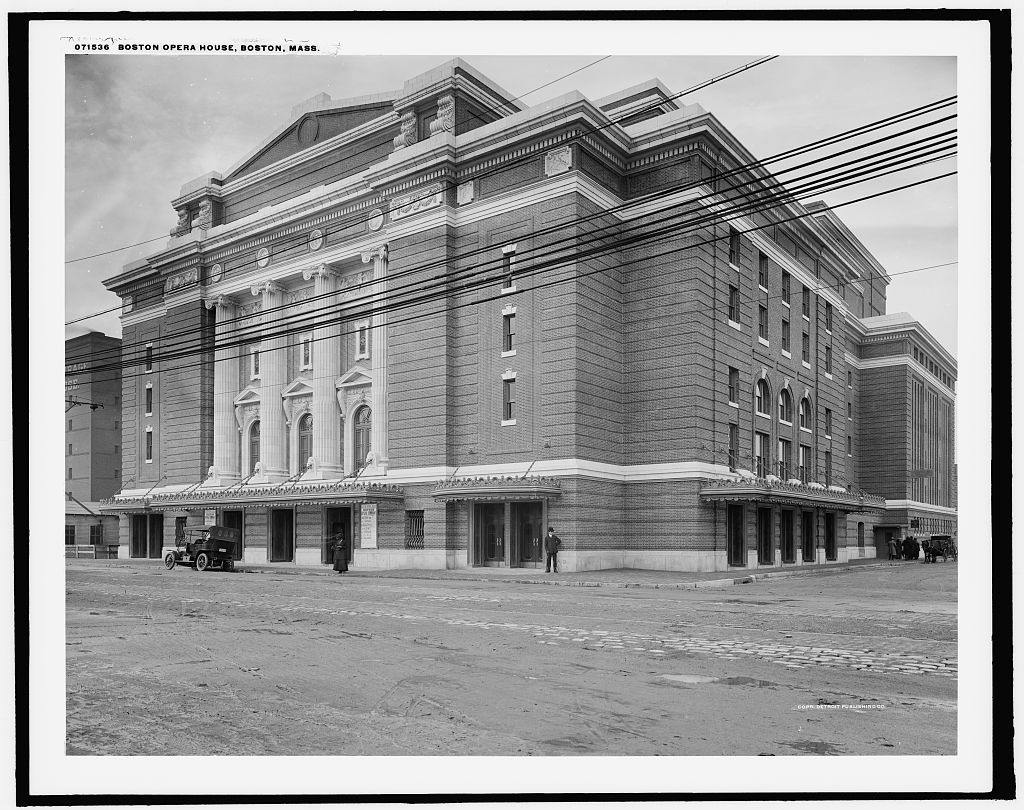
1910年頃のボストン・オペラ・ハウス

ボストン・オペラ・ハウス (英語: Boston Opera House) は、アメリカ合衆国マサチューセッツ州ボストンのハンティントン・アベニューにかつて存在した歌劇場。1909年、ボストン・オペラ・カンパニーの本拠地として開業したが、1915年に解散して以降使用されなくなり、数年後の1958年に取り壊された。
現在、オペラ・プレイスとハンティントン・アベニュー交差点にあるノースイースタン大学学生寮のスピア・ホールが位置している。

## 歴史

### 建設
地元の建築家ウィールライト&ヘヴンにより設計され、1901年に建築が始まったが、経済的事情により完成が遅れた。1908年、地元の百貨店ジョーダン・マーシュ所有者の裕福なイーベン・ジョーダン・ジュニアの支援により完成し、興行主ヘンリー・ラッセル率いる新設のボストン・オペラ・カンパニー(BOC)の本拠地となった。グイド・ニンキリが内装の装飾を手掛けた。シンフォニーホールの2ブロック先、ニューイングランド音楽院の1ブロック先に位置していた。

### 開業
1909年11月8日、ボストン・オペラ・カンパニーによる『ラ・ジョコンダ』で正式に開業した。リリアン・ノーディカがタイトル・ロールのジョコンダ役で主演し、ルイーズ・ホーマーがチェーカ役を演じた。開業時、「歌劇場の完璧な宝石箱」と評された。6年間のボストン・オペラ・カンパニーの活動期間中、本拠地として機能していた。カンパニーの稼働期間を通してラッセルが演出を担当し、1909年から1913年、アーノルド・コンティが指揮を担当した。1915年、ボストン・オペラ・カンパニーが財政破綻し、ほかの地元のオペラ・カンパニーが使用していたほか、メトロポリタン・オペラが定期的に上演していた。

### 終焉
世界恐慌や第二次世界大戦の間、歌劇場は使用されず補修も行われなかった。
1957年、ボストン開発公社はこのまま放置しておくのは危険であるとして取り壊しを告知した。地元のオペラ関係者は取り壊しに反対し、唯一の歌劇場を残すよう嘆願したが却下された。1958年、非常に強固に建てられており、とりあえず内部のみ取り壊したが、全体を取り壊すのは非常に困難であった。なかなか壊れず2社が断念した。当時の新型でより大きなデリックを用いてようやく取り壊すことができた。
FMラジオ局WGBHアナウンサーのロン・デラ・キエサが現場からレンガを拾い、ノースイースタン大学に保管されている。歌劇場設計のアーカイブはノースイースタン大学空間計画設計学部に保存されている。